# Antonio Camacho Benítez
Antonio Camacho Benítez (Màlaga, 24 de maig de 1892 - Mèxic, 1974) va ser un militar espanyol que va lluitar en la Guerra Civil Espanyola en defensa de la Segona República Espanyola, enquadrat en les Forces Aèries de la República Espanyola.

## Biografia
Nascut a Màlaga en 1892, procedia de l'Arma d'intendència quan va assistir a un curs de pilots a l'Aeròdrom de Cuatro Vientos i es va llicenciar en l'Arma d'aviació. Va realitzar serveis durant la Guerra del Rif, amb sortides per al proveïment de posicions, metrallament de columnes enemigues, vols de reconeixement, etc. A l'octubre de 1924, durant una missió, va ser ferit i el seu avió derrocat, però durant algunes setmanes va mantenir la defensa de la seva posició, la qual cosa li va valer la concessió d'una Medalla militar individual i l'ascens a comandant per mèrits de guerra. El 1927, durant els últims anys del regnat d'Alfons XIII d'Espanya, va ser ascendit a Tinent Coronel i nomenat Gentilhome de cambra amb exercici, en reconeixement de la seva activitat durant les campanyes africanes; Fins a aquest any havia romàs al Protectorat espanyol al Marroc realitzant serveis ininterromputs.
Després de la proclamació de la II República el 1931, cinc anys després ostentava el comandament de la Base Aèria de Getafe i de la 1a Esquadra Aèria. Quan va tenir lloc el cop d'estat que va desembocar en la Guerra civil, va aconseguir mantenir fidels per al govern tant la base com la unitat aèria. Durant la contesa va ocupar importants càrrecs militars, sent nomenat Subsecretari de l'Aire el 1936 durant el ministeri d'Indalecio Prieto. En aquesta etapa va reorganitzar profundament les Forces aèries republicanes, organitzant la defensa aèria de la rereguarda republicana. També va ser capde la 1a Regió Aèria, amb base a Alcalá de Henares, i el 1938 fou nomenat cap de les Forces aéries de la zona centre-sud, i fou sugstituït en la Subsecretaria pel Tinent Coronel Carlos Núñez Mazas. En les últimes setmanes de la guerra es va mostrar partidari del Consell Nacional de Defensa i de negociar una pau amb Franco, en comptes de continuar la resistència i allargar la contesa. El 16 de febrer de 1939, durant una reunió a l'Aeròdrom de Los Llanos amb el President Negrín i altres militars, va dir que disposava operatives tres esquadrilles de bombarders "Nataches", dues esquadrilles de "Katiuskes" i 25 avions tipus "Camús" o "Mosca".
El fracàs de les negociacions li va portar a sortir de l'Espanya republicana, i va marxar primer a Londres i més tard a Mèxic, on moriria el 1974.